# 新妻LOVELY×CATION
『新妻LOVELY×CATION』（にいづまラブリーケーション）は、hibiki worksより2017年4月28日に発売された18禁美少女アドベンチャーゲーム。

## 概要
「初恋編」と「新妻編」があり、「初恋編」では出会いから結婚するまでの１年間、「新妻編」では結婚してからの1年間を描く。

## あらすじ
社会人一年目の主人公が忙しい日々を送りながら女の子と恋をして、愛を積み重ねる。

## 登場人物
主人公
声：なし
三乃町に住む社会人1年目の青年。国内で文房具メーカーとして有名な「株式会社イナミ」の教育事業部に勤める。
栗原 愛子 （くりはら あいこ）
声：橘まお
身長163cm、スリーサイズ：B93（G）/W61/H91、誕生日：4月19日（おひつじ座）、血液型：O型
主人公の通勤途中にある保育園に勤める保育士で、子供が好きで家事も得意。母子家庭に育ち、女手ひとつで育ててくれた母を大事にしている。
石動 雪 （いするぎ ゆき）
声：桃山いおん
身長159cm、スリーサイズ：B72（B）/W57/H84、誕生日：1月12日（やぎ座）、血液型：B型
代々大病院の院長を勤める名家に育ち、主人公の取引先の名門校である明稜学院の2年生で実直で誠実。天文学が好きで、天文部にただ一人だけ所属している。
成瀬 乃々 （なるせ のの）
声：杏花
身長150cm、スリーサイズ：B88（F）/W56/H83、誕生日：9月29日（てんびん座）、血液型：A型
主人公が利用する元パティシエが営む喫茶店でウェイトレスとして働く。洋菓子店を持ちたいという夢を叶えるべく、パティシエの噂を聞いて遠くの街から来た経緯がある。
宮崎 淳一 （みやざき じゅんいち）
主人公と同じマンションの3つ隣に住む住人。妻の香代と主人公は親戚関係であり、高名な考古学者として現在は海外出張中。以前は東京に住んでいたが、偶然にも同じ町に転勤となり、主人公の勧めで同じマンションに越してきた。
宮崎 穂花 （みやざき ほのか）
誕生日：9月1日（おとめ座）
淳一の娘で幼稚園児。毎朝主人公と一緒に愛子の勤める保育園に通っている。
鴇田 （ときた）
主人公の勤める文房具メーカー「株式会社イナミ」の先輩。仕事ができ面倒見も良く、主人公をはじめとする後輩から信頼されているが、AV視聴が趣味で、社内でも堂々と主張するため女性社員から一歩引かれている。

## スタッフ
- キャラクターデザイン・原画 - 唯々月たすく、柚木ガオ（SD原画）
- シナリオ - 富岡征士郎、森崎亮人、和泉万夜
- 音声制作 - 西坂恭平